# Acineta
Acineta – rodzaj roślin z rodziny storczykowatych (Orchidaceae). Obejmuje 14–20 gatunków. Występują one w tropikach Ameryki Południowej. Niektóre gatunki uprawiane jako ozdobne.

## Systematyka
Pozycja według APweb (aktualizowany system APG IV z 2016)
Rodzaj sklasyfikowany do podplemienia Stanhopeinae w plemieniu Cymbidieae, podrodzina epidendronowe (Epidendroideae), rodzina storczykowate (Orchidaceae), rząd szparagowce (Asparagales) w obrębie roślin jednoliściennych
Wykaz gatunków
- Acineta alticola C.Schweinf.
- Acineta antioquiae Schltr.
- Acineta barkeri (Bateman) Lindl.
- Acineta chrysantha (C.Morren) Lindl.
- Acineta cryptodonta Rchb.f.
- Acineta densa Lindl.
- Acineta erythroxantha Rchb.f.
- Acineta hagsateri Salazar & Soto Arenas
- Acineta hrubyana Rchb.f.
- Acineta mireyae G.Gerlach & M.H.Weber
- Acineta salazarii Soto Arenas
- Acineta sella-turcica Rchb.f.
- Acineta sulcata Rchb.f.
- Acineta superba (Kunth) Rchb.f.